# Vyom Mitra
Vyom Mitra é a primeira humanóide criada pela Organização Indiana de Pesquisa Espacial (ISRO) a acompanhar astronautas a bordo do Gaganyaan, uma nave espacial orbital com tripulação. Antes da missão de voo espacial tripulado em 2021, a humanóide passaria por jornadas não tripuladas para testes. Ela pode falar dois idiomas - hindi e inglês - e executar várias tarefas.
A robô de aparência humana não tem pernas e só pode se mover para o lado e para frente. Ela pode detectar e emitir avisos se as mudanças ambientais dentro da cabine ficarem desconfortáveis com os astronautas e mudar o ar condicionado. O ISRO apresentou o Vyommitra em Bengaluru, Índia, em 22 de janeiro de 2020.